# 螺女
螺女，又称海螺姑娘、田螺姑娘，是中国一些地区民间的传说中的一个仙女。
根据东晋陶渊明的《搜神后记》记载，在晋安帝年间，侯官（今属福州市闽侯县）人谢端少年失怙，由邻居养大。谢端恭谨守法、勤勤勉勉，但是年龄很大了还没有娶妻，邻居都十分着急，为他寻找，都没有成功。一天，谢端得到了一个七色海螺，其大如斗，觉得这个海螺很稀奇，不忍心把它吃掉，就将那个海螺养在水缸里。此后，谢端每天出门回来，都會看到滿桌佳肴。谢端以为是邻居帮他煮饭，前去感谢。邻居感到莫名其妙，说是他妻子做的饭。谢端心里觉得奇怪，有一天他假装出门，躲在門缝後，看見水缸裡冒出来一個漂亮女子，為他煮好飯菜並把家裡打掃乾淨。谢端很奇怪，前去水缸前查看，只看见女子没有看见田螺，便询问女子是谁。女子走避不及，只得回答称自己是天界的白水素女，天帝派来给谢端煮饭充当家庭主妇，待谢端十年后致富了便离去；现在原型被瞥见，只得马上离去。谢端再三挽留不成。忽然天上刮风下雨，女子随风而去。谢端为她立庙祭祀，最后家中小康，官至县令。另一种版本则称这个男子是渔民而不是读书人，最后他们两个人结婚并幸福地生活在一起。
福建沿海一带的居民认为螺女是他们的守护神，能保佑他们出海时平安无事，所以他们相信螺女的传说，并且供奉螺女。螺女也是福州疍民的重要信仰之一。今福州仓山区有地名螺洲镇，闽侯县境内有地名螺江。
田螺姑娘的故事后来从福建省传到了江苏、浙江、上海、广东的沿海一带。另外，四川省射洪县的螺湖也存在着类似的神话传说。各地传说的版本内容都不大一样。

## 相关
- 蛤女房
- 田螺姑娘 (朝鲜)（朝鮮民間傳說）
- 金色的海螺
- 白鶴報恩（與日本民間類似的傳說）
- 异类婚姻谭
- 中国妖怪列表
- 飞鸟与鱼 (中国奇谭)